# Automeris zozine
Automeris zozine är en fjärilsart som beskrevs av Druce 1886. Automeris zozine ingår i släktet Automeris och familjen påfågelsspinnare. Inga underarter finns listade i Catalogue of Life.

## Bildgalleri

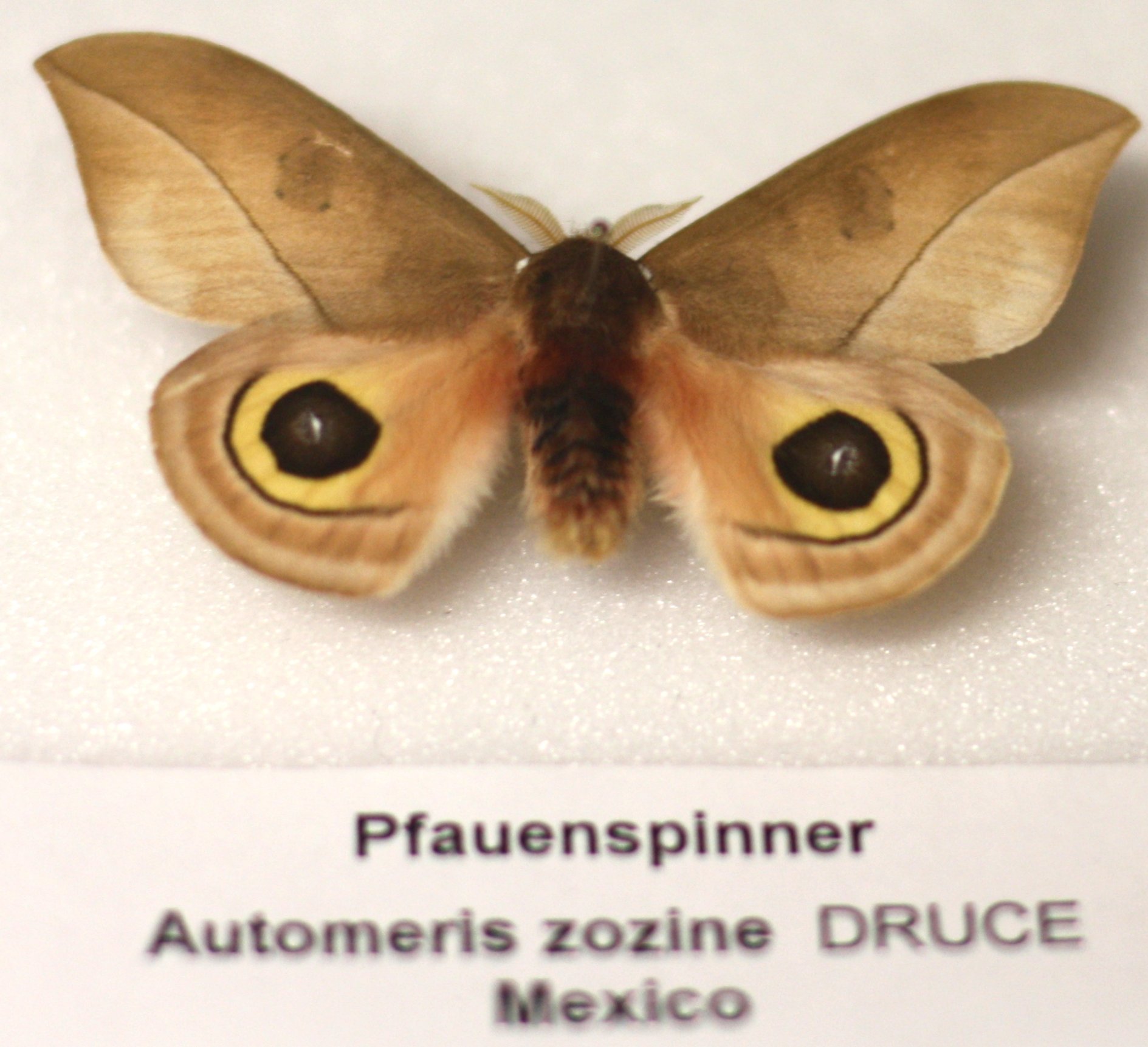
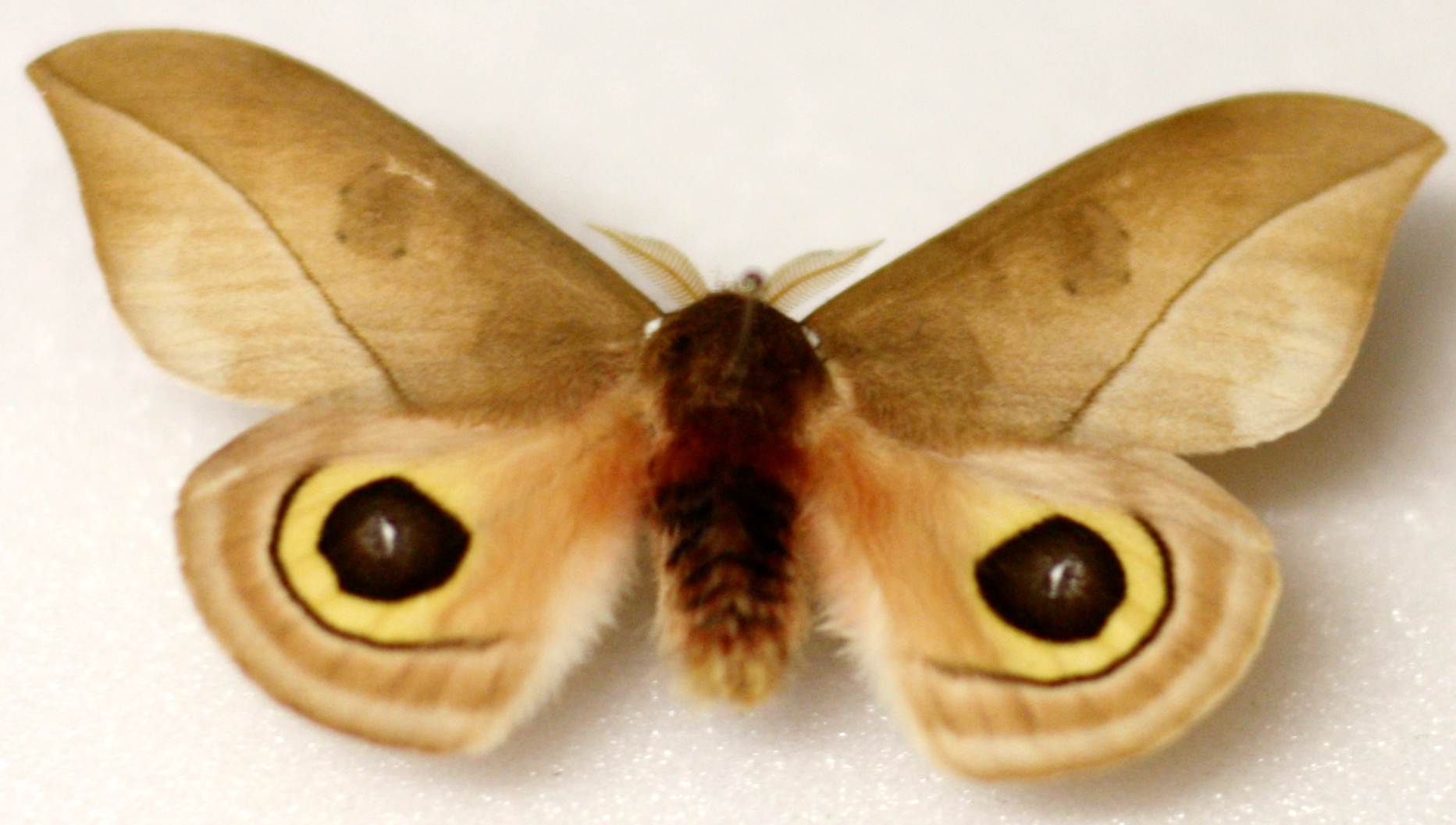